# Lova Herren, min själ
Lova Herren, min själ är en psalmtext av Carolina Almqvist med inspiration från Psaltaren 103:1. Hon diktade den samma år, 1861, som hon avled vid 32 års ålder. Psalmen Min själ skall lova Herran utgår från samma psaltarpsalm. Melodin, i 3/4-dels takt, publicerad i Pilgrimsharpan. Ny musik är skriven 1968 av Göte Strandsjö.

## Publicerad i
- Sånger till Lammets lof 1877 som nr 129 med samma titel som inledningsraden, men psalmtexten måste då haft en annan tonsättare eftersom denna bok är utgiven före tonsättarens födelse.
- Sionstoner 1889 nr 256
- Herde-Rösten 1892 nr 229 under rubriken Barnaskap
- Hjärtesånger 1895 nr 75 under rubriken Den benådades tacksägelse i en bearbetning av Emil Gustafson med inledningen Jag vill sjunga.
- Sionstoner 1935 som nr 427 under rubriken "Nådens ordning: Trosliv och helgelse", men psaltartexten måste då haft en helt annan tonsättare eftersom boken gavs ut 1935 och Göte Strandsjö tonsatte texten 1968.
- Sions Sånger 1951 som nr 121.
- Sions Sånger 1981 som nr 186 under rubriken "Tack och Lov".
- Den svenska psalmboken 1986 som nr 684 under rubriken "Bibelvisor och kanon".
- Lova Herren 1987 som nr 512 under rubriken "Guds barns tröst i kamp och prövning".
- Psalmer och Sånger 1987 som nr 770 (Strandsjö) under rubriken "Psaltarpsalmer och andra sånger ur bibeln - Bibelvisor".[2]
- Segertoner 1988 som nr 687 under rubriken "Bibelvisor och körer".[1]
- Frälsningsarméns sångbok 1990 som nr 851 under rubriken "Glädje, vittnesbörd, tjänst".
- Sångboken 1998 som nr 186.